# 二つのJ
二つのJ（ふたつのジェー）は、内村鑑三の思想のひとつであり、内村が信仰する「Jesus」すなわちイエス・キリストと「Japan」すなわち日本の二つのことを指す。キリスト教の無教会主義は、この思想のもと内村が形成したものである。
内村鑑三は、アメリカのアマスト大学の卒業後、ハートフォード神学校に入学する。しかし、伝道事業が職業と化していたことなどからくるアメリカのキリスト教への失望と、不眠症の悪化により退学。日本へと帰国することとなる。また、内村がキリスト教に回心したことは、日本に対してうしろめたいことであり、日本に対しても配慮した形のキリスト教への考えを作り上げる必要があった。そのため、内村が元々持っていた日本への愛国心とアメリカのキリスト教ではないキリスト教そのものへの信仰をあわせて、「二つのJ」を信仰するようになった。

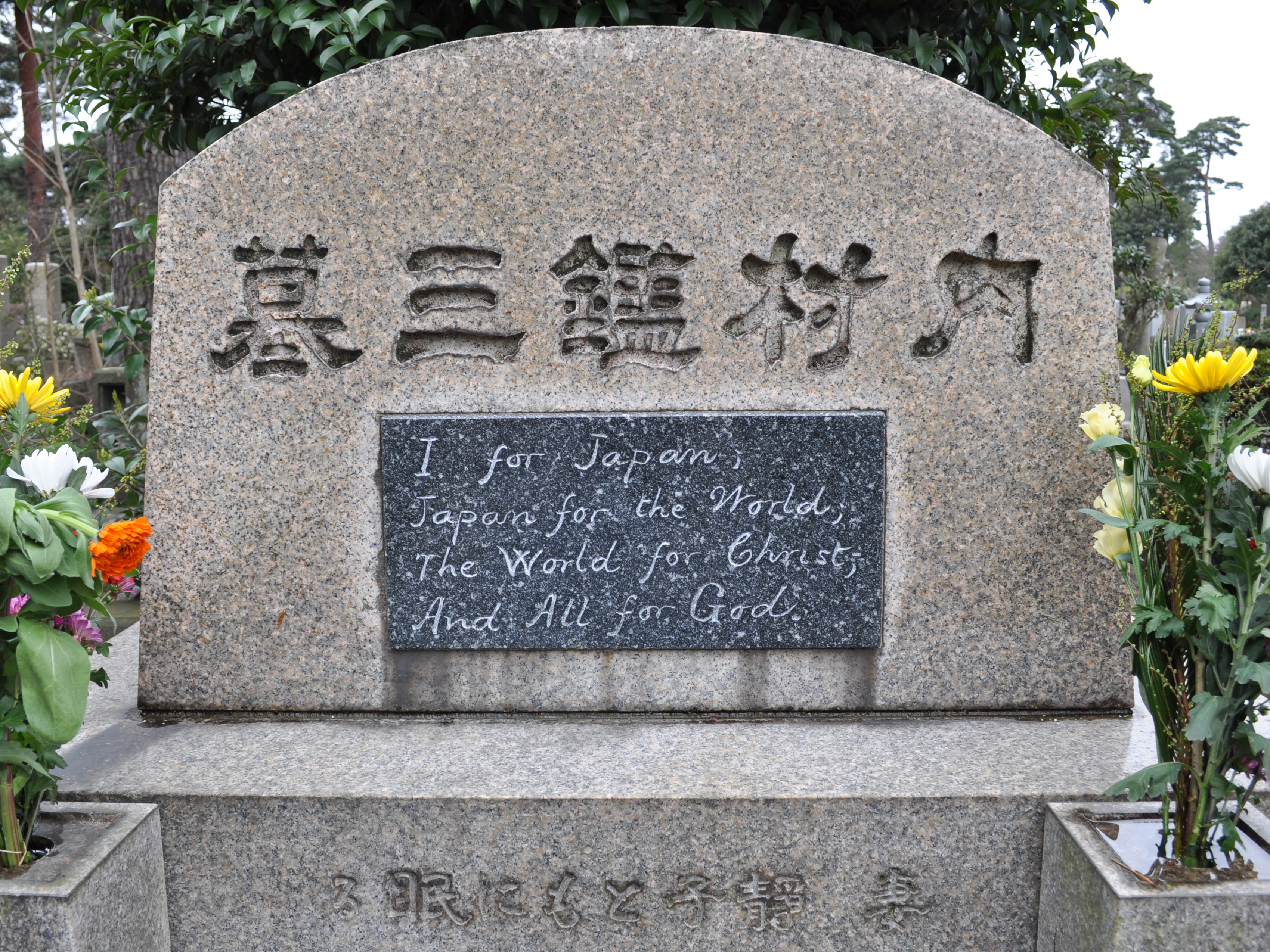
内村の墓碑

内村の墓碑に掲げられている、次の言葉の信念にも関連するという憶測がある。